# Bethune (South Carolina)
Bethune is een plaats (town) in de Amerikaanse staat South Carolina en valt bestuurlijk gezien onder Kershaw County.

## Demografie
Bij de volkstelling in 2000 werd het aantal inwoners vastgesteld op 352.
In 2006 is het aantal inwoners door het United States Census Bureau geschat op 365, een stijging van 13 (3,7%).

## Geografie
Volgens het United States Census Bureau beslaat de plaats een oppervlakte van
2,9 km², waarvan 2,9 km² land. Bethune ligt op ongeveer 96 m boven zeeniveau.

## Plaatsen in de nabije omgeving
De onderstaande figuur toont nabijgelegen plaatsen in een straal van 28 km rond Bethune.